# Uus algus
Uus algus (v překladu Nový začátek) je čtvrté studiové album estonské zpěvačky Birgit Õigemeel. Bylo vydáno 3. prosince 2013.
Obsahuje 11 skladeb a 4 z nich byly vydány jako singly „Et Uus Saaks Alguse“, „Nii täiuslik see“, „Olen loodud rändama“ a „Lendame valguskiirusel“).
V písni „Pea meeles head“ zazpíval i Ott Lepland. Producenty byli Mihkel Mattisen a Timo Vendt.

## Seznam písní
1. Olen loodud rändama
2. Et Uus Saaks Alguse
3. Nii täiuslik see
4. Lendame valguskiirusel
5. Meie naer
6. Igatsus
7. Kolm Kuud
8. Nähtamatult
9. Pea meeles head (& Ott Lepland)
10. Elades hetkes
11. Hingerahu